# Falchenwiesen
Falchenwiesen ist ein mit Verordnung des Regierungspräsidiums Karlsruhe vom 5. April 1990 ausgewiesenes Naturschutzgebiet mit der Nummer 2.131.

## Lage
Das Naturschutzgebiet befindet sich im Naturraum Schwarzwald-Randplatten und grenzt direkt an den nördlichen Ortsrand von Neuweiler. Die Falchenwiesen werden von der jungen Teinach durchflossen, die 300 Meter oberhalb des Schutzgebiets ihren Ursprung hat. Das Schutzgebiet ist Teil des FFH-Gebiets Nr. 7317-341 Kleinenztal und Schwarzwaldrandplatten.

## Schutzzweck
Laut Verordnung ist der Schutzzweck die Erhaltung des quellendurchsetzten Talursprungs der Teinach aus Gründen der Ökologie und des Landschaftsbildes: Er wird von Wiesen, Feuchtwiesen und Seggenbeständen mit einer für den Standort typischen Pflanzenartenvielfalt eingenommen. Die nur von wenigen Gehölzen gegliedert offene Landschaft ist Lebensstätte einer artenreichen Tierwelt mit seltenen, zum Teil gefährdeten und stark gefährdeten Vogelarten.

## Flora und Fauna
An Stellen mit flächigen Vernässungen finden sich Schmalblättriges Wollgras und Geflecktes Knabenkraut. In der offenen Wiesenaue haben selten gewordene Kleinvogelarten wie Wiesenpieper, Rohrammer, Girlitz und Gebirgsstelze ideale Lebensbedingungen. Im Gebiet kommt auch die feuchtigkeitsliebende Zwitscherschrecke vor.